# チョークパケット
チョークパケット（choke packet、独: Choke-Paket）は、ネットワークでイベントや災害時に発生する、通信要求過多により、通信が成立しにくくなる現象における伝送制御単位である。
また、コンピュータなどの装置で生成され、トラフィックフローを制限するために送信元装置に返送される制御単位である。
要するに、ネットワークの過負荷を解消するための方法である。

## 解説
ネットワークの負荷を軽減するために、過負荷のポイントからの明示的な要求が汚染者に送信される。これは、チョークパケットが帯域外の交通渋滞信号の中にあることを意味する。 ICMPソースクエンチパケット（ICMPタイプ4）は、チョークパケットの例である。